# Nitinol

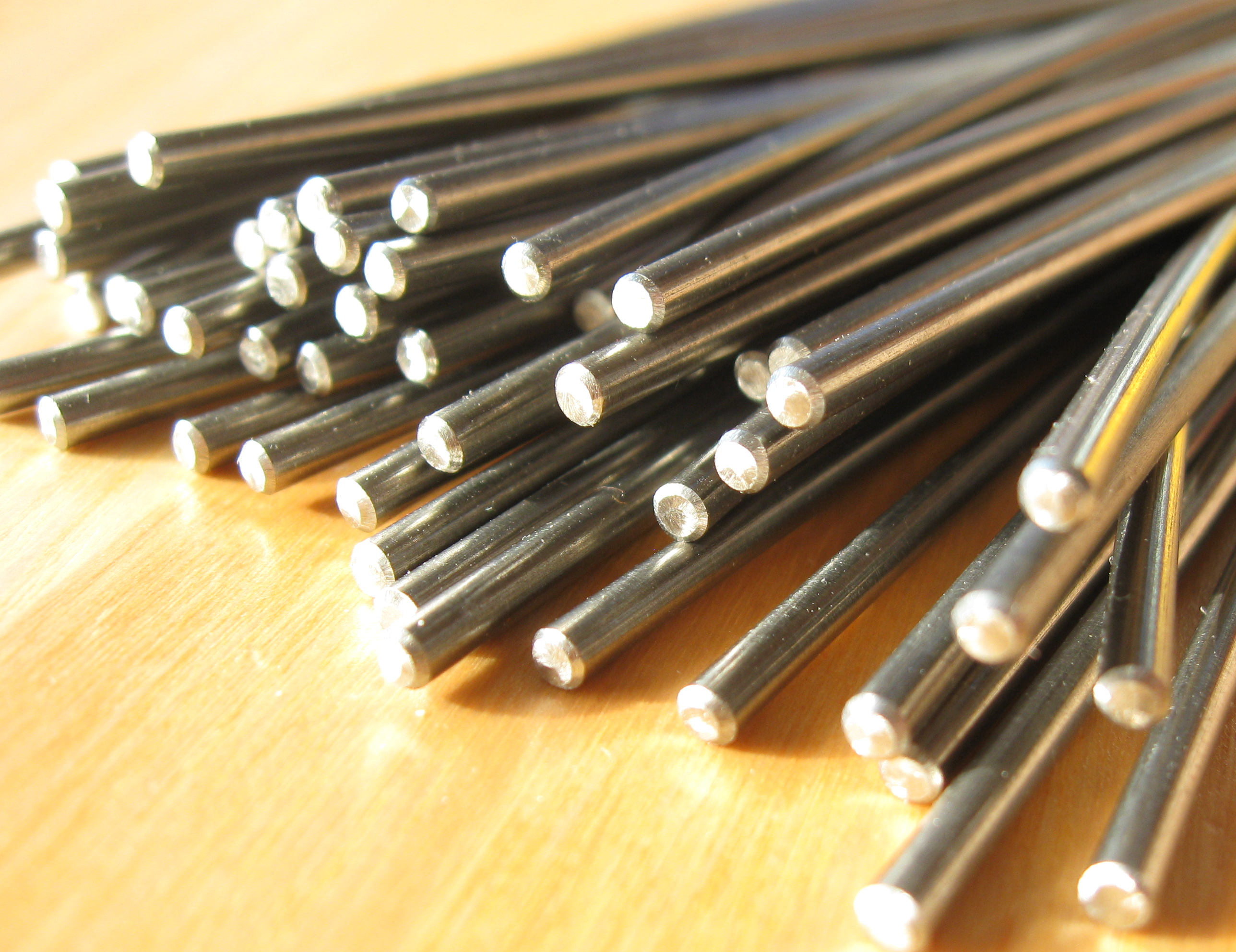
Trådar av Nitinol.

Nitinol, eller nickeltitan, är en metallegering av nickel och titan där de båda metallerna ingår till ungefär lika stora delar.
Nitinollegeringar är en så kallad minnesmetall. Nitinol kan genomgå deformation vid en lägre temperatur för att sedan återta sin ursprungliga, odeformerade form vid upphettning inom ett smalt temperaturområde över dess omvandlingstemperatur. Det behövs ingen uppvärmning för att nitinol ska återfå sin odeformerade form. Nitinol uppvisar stor elasticitet, i vissa fall 10–30 gånger högre än andra metaller.